# António Francisco da Silva Porto
António Francisco Ferreira da Silva Porto (Porto, 24 de agosto de 1817 – Cuíto, 2 de abril de 1890) foi um comerciante e explorador português que se notabilizou no interior de África. Durante décadas foi o único europeu que as populações do planalto do Bié conheciam, porque muito antes dos exploradores europeus atravessarem a África já este africanista se tinha estabelecido como comerciante em pleno sertão angolano. A sua experiência foi preciosa para os comerciantes e aventureiros que depois demandaram o interior de Angola. Encarnando o mito colonial português, reforçado com a sua morte trágica, suicidando-se aos 72 anos por altura do ultimato britânico, foi figura icónica do colonialismo português em Angola, dando o nome à cidade de Silva Porto (Angola), a actual cidade de Cuíto.

## Biografia
António Francisco Ferreira da Silva nasceu numa família pobre do Porto, em Portugal. O seu pai distinguira-se nas batalhas contra as invasões francesas em 1810, contudo Silva Porto procurou oportunidades mais longe. O Brasil era um destino óbvio, onde muitos emigrantes então obtinham sucesso. Aos doze anos partiu com autorização do seu pai para o Rio de Janeiro a bordo do brigue Rio Ave. Após trabalhar algum tempo para um comerciante, indignado com a remuneração, dedicou-se a trabalhos itinerantes e aos 18 anos, em terras da Bahia, fez questão de anunciar no jornal Correio Mercantil o seu novo nome, a fim de distinguir-se de outro António Ferreira da Silva, acrescentando "Porto" em homenagem à sua cidade natal. Na Bahia continuou a trabalhar como balconista de um comerciante de cafés, mas descontente com as condições.

### Comerciante em África
Um dia, no porto da Bahia, embarcou num navio para Luanda "sem sequer saber onde Angola ficava", como diria mais tarde. Contudo, depois de um curto período, regressou. Durante a "Sabinada", uma revolta autonomista ocorrida entre 1837 e 1838, Silva Porto decidiu voltar para Angola, onde se empregou numa taberna.
Progressivamente fascinado com o interior do continente, e com seu primeiro salário, comprou artigos e roupas. Uma vez confiante da quantidade de mercadorias, largou o emprego para começar a sua carreira de 50 anos como comerciante no interior. Tinha 22 anos. Foi uma aventura difícil: muitas das caravanas que deixavam a costa de Benguela para o Lui, Luanda e Catanga arriscavam roubos, pilhagens e o risco de verem-se envolvidas em conflitos tribais. Silva Porto travou muitas amizades com tribos no interior e rapidamente se adaptou às condições de África, onde casou com uma mulher destacada do povo ovimbundo do Bié com quem teve vários filhos mestiços.

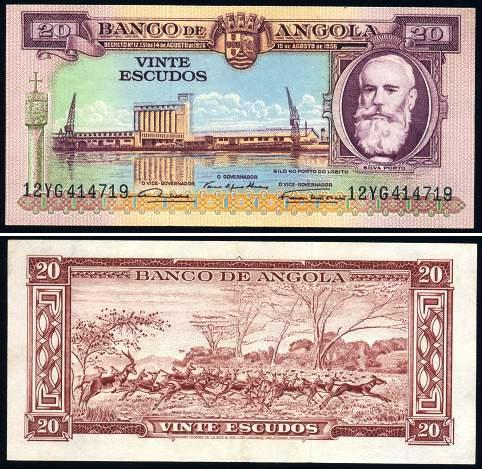
Nota de 20 escudos de Angola (1956)

Em 1838 abriu uma loja no interior de Luanda. Em 1845 desceu para Benguela, estabelecendo uma rota para o seu negócio ao longo da estrada para Lui, através de Lutembo e do Alto Zambeze. Acabaria por estabelecer-se em Belmonte, (actual Cuíto) iniciando a exploração da região de Barotselândia. A sua loja era o centro de uma intensa actividade, vendendo têxteis, loiças e explosivos, e comprando e comercializando marfim, mel e borracha do interior. Meticulosamente registava tudo em diários. Estes volumes (14 no total) continham variadas descrições da geografia, etnografia e antropologia da região, a que Luciano Cordeiro se referiu como sendo uma conversa "no papel", acrescentando "com a sua escrita tortuosa e apertada, me lembra de ziguezagues através das florestas de montanha, na sua língua, às vezes quase crioula devido ao isolamento em que passava muitas horas escrevendo silenciosamente".
Em 1847 Silva Porto foi nomeado capitão donatário interino do Bié. Estabelecendo relações pacíficas entre os locais e os europeus, reunia-se com os europeus coloniais para uni-los e convencer o rei do Reino do Bié, Liambula I, para impedir a detenção de colonos. No entanto, as suas tentativas foram impossibilitadas quando o rei bieno morreu, levando Silva Porto a pedir à administração colonial uma força militar para proteger os interesses portugueses. Depois de 1854 a sua actividade foi incessante. Em 1869 havia feito seis viagens para Lui e três de Benguela, onde comprou a loja local de Bemposta e permaneceu até 1879, quando retornou para Cuíto. Aos 62 anos de idade, mais uma vez cruzou a África Ocidental: viajou para Moio (no Reino Cuba) em 1880 e 1882, Lui (Barotselândia) em 1883, e depois para Benguela em 1882 e 1884. Estas atividades foram interrompidas para uma viagem a Lisboa para uma cirurgia aos olhos durante o inverno e primavera de 1885. Quando voltou, continuou a caminhada de em todo o interior, desta vez para Calunda e Benguela (até ao final de 1887). Em Belmonte ajudou a missão local, disponibilizando do seu dinheiro para material escolar, alimentos e roupas para as crianças e remuneração para o professor. Em 5 de Março de 1889 foi substituído por Justino Teixeira da Silva como capitão-donatário do Bié, mas continuou a receber 100$000 réis por mês e manteve as honras associadas.

### Explorador

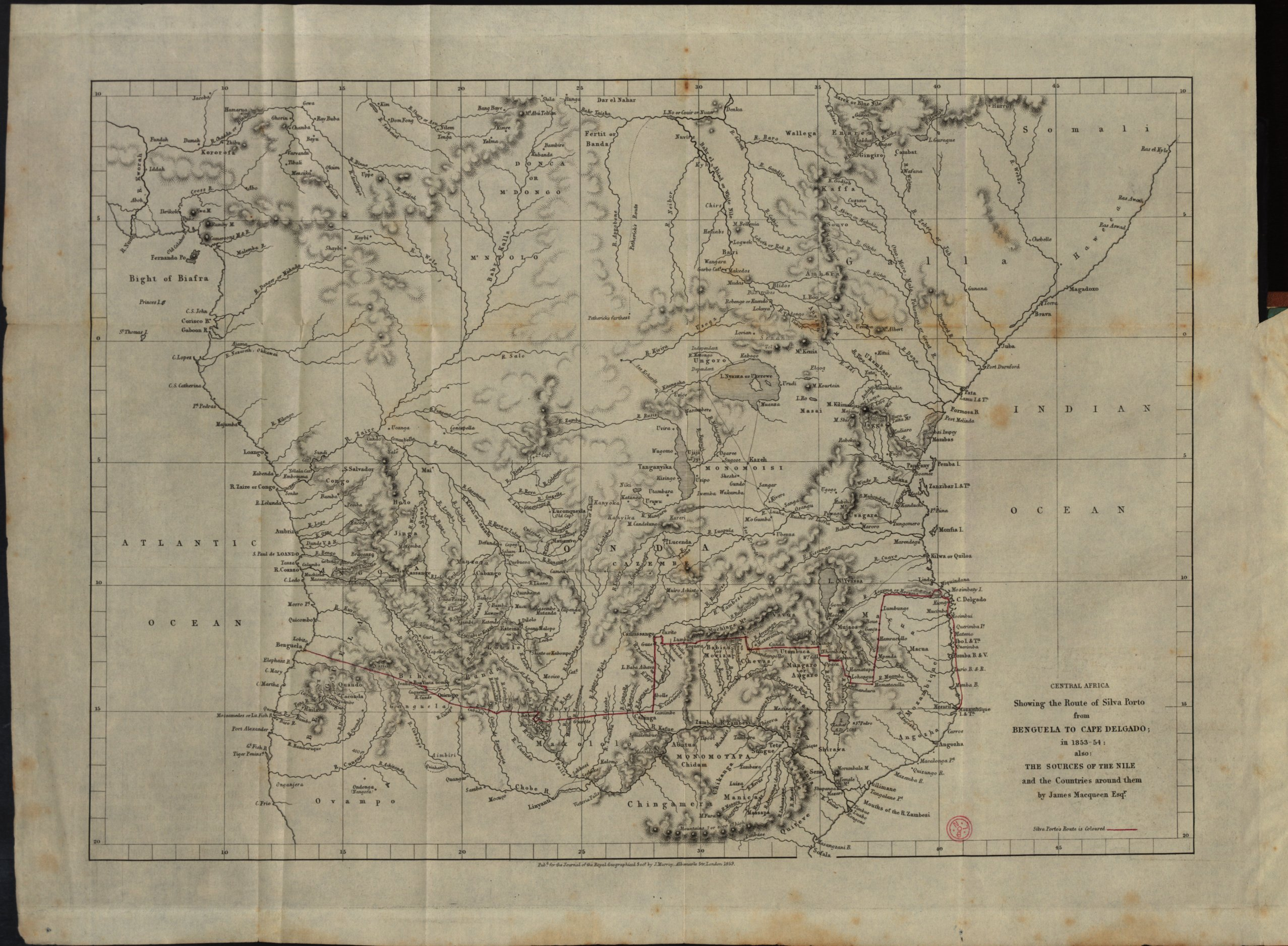
Mapa do percurso de Silva Porto desde Benguela até Cabo Delgado (1853/54)

Por volta de 1850 a exploração portuguesa em África expandira-se, mas o pedido de Silva Porto para um destacamento militar nunca foi atendido: Portugal estava apenas interessado na costa. A partir de Cuíto, o limite leste Português, Silva Porto experimentou a explorar o interior. Além de mercador e explorador, tornara-se um diplomata entre os colonos portugueses e as tribos ovimbundas. Frequentemente atravessou o interior em caravanas vendendo mercadorias e participando em projectos para documentar a etnografia e a geografia do interior. Por muitos anos, Silva Porto foi o único homem branco que os locais viram, estabelecendo no Bié um negócio local para servir os moradores, colonos e apoiar as forças portuguesas.
Além disso, auxiliou David Livingstone, Henry Morton Stanley, Hermenegildo Capelo, Roberto Ivens e Alexandre de Serpa Pinto, disponibilizando o seu conhecimento dos costumes e populações locais, com quem tinha estabelecido um bom relacionamento. Aparentemente o explorador Livingstone não ficou impressionado com Silva Porto quando chegou ao Alto Zambeze. Embora Silva Porto o tenha abrigado e ajudado a encontrar uma rota terrestre entre Luanda e certos lugares do interior de Angola, nenhum deles pareceu apreciar o outro: nos seus diários Livingstone refere-se aos dois portugueses que encontrou (Silva Porto e Caetano Ferreira) como "mulatos ou negros selvagens incivilizados", omitindo o fato de Silva Porto o ter ajudado e fornecido informações valiosas, caracterizando-o como nada mais do que "um comerciante de escravos comum".

### Morte
Em 1889, após uma visita a outra aldeia, Silva Porto voltou ao Cuíto onde encontrou a sua casa incendiada. Escreveu a seu amigo Luciano Cordeiro "Sou um inválido e pobre. Não tenho pão e olho para o consolo supremo […] morrer na pátria". Em 1877, a Sociedade de Geografia de Lisboa tinha feito um apelo especificamente para uma pensão, a fim de apoiar seu desejo de voltar a Portugal, onde poderia "morrer na pátria que teve honra e dedicadamente serviu ".

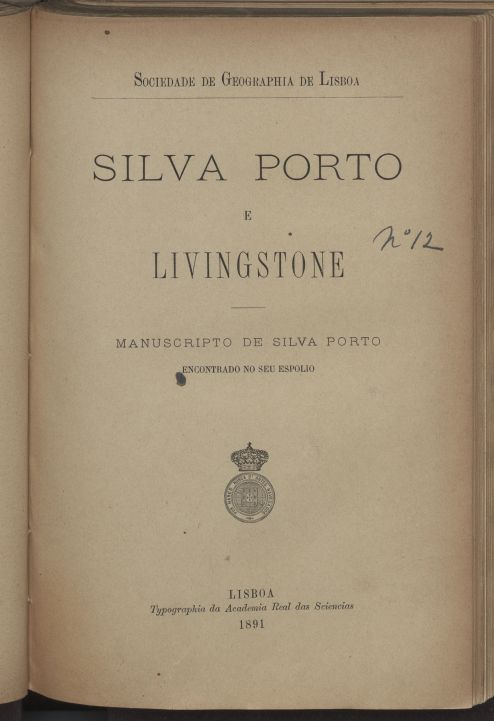
Manuscrito de Silva Porto encontrado no seu espólio

O ultimato britânico de 1890 e a perda de confiança do rei bieno Ndunduma I levá-lo-iam ao desespero. Em Janeiro de 1890 Paiva Couceiro chegou à área de Teixeira da Silva (Bailundo) com um contingente de 40 soldados moçambicanos armados, o que preocupou o rei do Bié. Temendo que os portugueses estivessem ali para construir um forte e ocupar as suas terras, o rei bieno foi convencido por Silva Porto de que estavam apenas de passagem, a caminho de Barotselândia. Contudo Paiva Couceiro permaneceu na área até Abril, altura em que o rei (incentivado pelas ameaças britânicas aos portugueses) decidiu enviar um ultimato: Couceiro e as suas tropas deviam sair do Bié na manhã seguinte. Indignado com estas exigências, Couceiro enviou Silva Porto à aldeia para negociar um entendimento. Acreditando que tinha alguma influência sobre o rei bieno, Silva Porto tentou resolver as tensões, mas ficou desapontado ao perceber que pouco podia: voltou desanimado, provavelmente acreditando que o Ultimato britânico tinha reduzido a influência portuguesa. Durante o confronto com Ndunduma I, o rei chegou a puxar a sua barba branca; Ndunduma I estava indignado por não ser informado das intenções de Paiva Couceiro e insultou Silva Porto, ao dizer que não teria caráter para usar barba, símbolo de respeito.
Voltando a Bailundo, perguntou sobre a certeza do Ultimato, o que irritou Paiva Couceiro. Mas depois, no Cuíto, Silva Porto surgiu de bom humor. Paiva Couceiro reparou que o seu complexo tinha barris de pólvora (o que Silva Porto, rindo, declarou ser apenas areia). Em 1 de Abril de 1890, o velho explorador envolveu-se numa bandeira Portuguesa, e deitando-se sobre os barris de pólvora acendeu o pavio. Morreria no dia seguinte, dos ferimentos. Tinha setenta e dois anos.

## Legado
A cidade do Cuíto, fundada por portugueses e então nomeada "Belmonte", foi rebaptizada "Silva Porto". Este nome permaneceu até à independência de Angola em 1975. Hoje perdeu parte da sua importância e a população foi reduzida substancialmente.
Em 1962-63 o Anuário de Angola, que glorificava os seus colonizadores, refere-se à cidade como se segue: "A cidade de Silva Porto tem um aspecto gracioso e as estradas bem marcadas e, na maior parte recentemente asfaltadas, é eletrificada e tem água canalizada, com uma estação de rádio e piscinas para a prática de desportos náuticos. Na cidade foi recentemente erigida uma estátua de bronze com 3,6 metros de altura, em homenagem a este grande Português […] há 2300 europeus, 1.900 mestiços e menos de 400 mil nativos".

## Escritos
- Silva Porto & Livingstone: Manuscripto de Silva Porto, encontrado no seu espolio. Lisboa: Sociedade de Geographia de Lisboa, Typographia de Academia Real das Sciencias. 1890. 34 páginas. Consultado em 4 de setembro de 2012
- Pamphlets on Silva Porto. [S.l.]: Minist. das Colonias. 1890. Consultado em 4 de setembro de 2012
- Silva Pôrto e a travessia do continente africano. [S.l.]: Minist. das Colonias. 1938
- Viagens e Apontamentos de um Portuense em África: Diario de António Francisco Ferreira da Silva Porto. 1. Coimbra, Portugal: Biblioteca Geral da Universidade de Coimbra. 1986. Consultado em 4 de setembro de 2012